# 利迈
利迈（法語：Limay，法語發音：[limɛ]）是法国中北部法兰西岛大区伊夫林省的一个市镇，属于芒特拉若利区。 

## 地理
利迈（48°59'36"N, 1°44'9"E）面积11.48 平方千米，位于法国法蘭西島大區伊夫林省，该省份为法国北部内陆省份，北起瓦兹河谷省，西接厄尔省，西南接厄尔-卢瓦省，东南接埃松省，东临上塞纳省。
与利迈接壤的市镇（或旧市镇、城区）包括：福兰维尔-代讷蒙、丰特奈圣佩尔、盖维尔、吉特朗库尔、芒特拉若利、芒特城、波舍维尔。

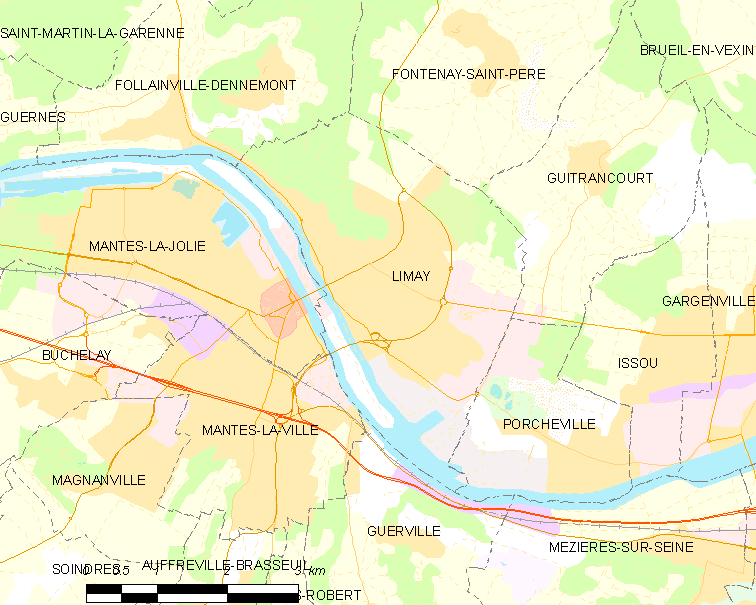
利迈的OSM定位图

利迈的时区为UTC+01:00、UTC+02:00（夏令时）。

## 行政
利迈的邮政编码为78520，INSEE市镇编码为78335。

## 政治
利迈所属的省级选区为利迈县。

## 人口

1962-2008年间利迈人口变化图示

利迈于2022年1月1日时的人口数量为17584人。